# Heorhij Dsis

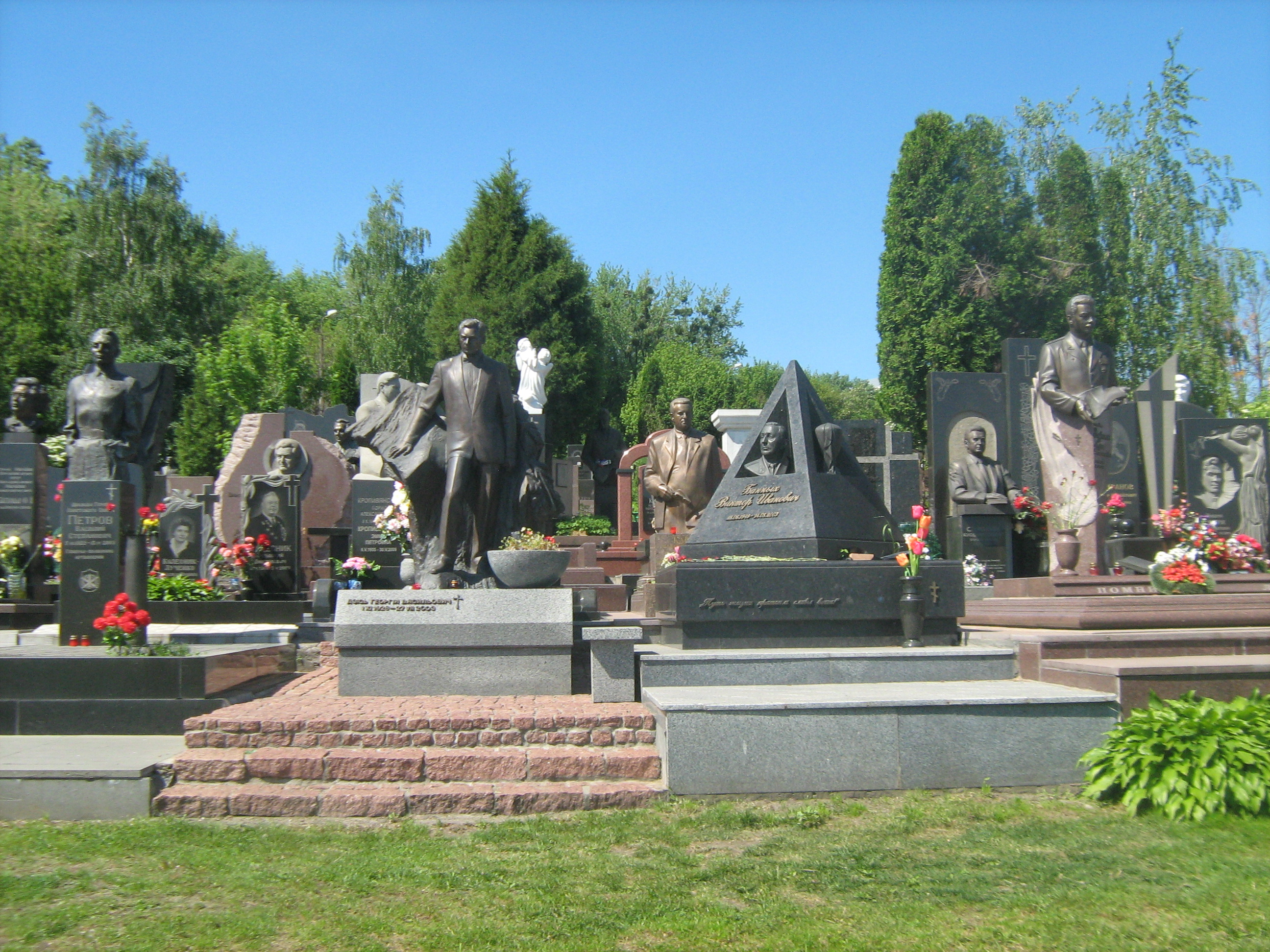
Heorhij Dsis's Grab auf dem Baikowe-Friedhof (Mitte links)

Heorhij Wassylowytsch Dsis (* 1. November 1926 in Kiew, Ukrainische SSR; † 27. Juli 2003 ebenda) war ein ukrainischer Ökonom und Politiker.

## Leben
Heorhij Dsis studierte bis 1945 an der Technischen Hochschule Nischynskyj für Elektrifizierung und Mechanisierung der Landwirtschaft und arbeitete anschließend als Chefingenieur. 1950 schloss er ein Studium am Kiewer technologischen Institut für Leichtindustrie ab und arbeitete dort von 1951 bis 1953 als Lehrer und anschließend erneut als Chefingenieur.
Ab 1958 war er in der Politik tätig. 1979 besuchte er die Akademie der Volkswirtschaft des Ministerrates der UdSSR. Zwischen 1985 und 1990 war in der 11. Legislaturperiode der Wechowna Rada der USSR Abgeordneter des Obersten Sowjets der Ukrainischen SSR.
Von 1981 bis 1986 war er Kandidat des Zentralkomitees der Kommunistischen Partei und zwischen 1986 und 1990 Mitglied des Zentralkomitees.
Im Juni 1986 war er als stellvertretender Vorsitzender der Regierungskommission an den Arbeiten der Liquidation der Folgen der Nuklearkatastrophe von Tschernobyl beteiligt und schrieb anschließend aus seinen dortigen Tagebucheinträgen das 2003 erschienene Buch „In der Mitte einer menschlichen Katastrophe“. Im September 1986 war er als stellvertretender Vorsitzender der Untersuchungskommission an der Aufarbeitung des Untergangs der Admiral Nachimow beteiligt.
Von 1986 bis 1989 war er stellvertretender Vorsitzender (stellv. Regierungschef) des Ministerrates der Ukrainischen SSR.
Heorhij Dsis starb 76-jährig in Kiew und wurde dort auf dem Baikowe-Friedhof beerdigt. Er war Autor von mehr als 80 wissenschaftlichen Publikationen.

## Ehrungen
Dsis erhielt zahlreiche Ehrungen, darunter 1971 den Orden des Roten Banners der Arbeit, 1981 den Orden der Völkerfreundschaft sowie 1966, 1971 und 1976 das Ehrenzeichen der Sowjetunion. Außerdem wurde ihm der Titel Verdienter Ökonom der Ukraine verliehen. An seinem Wohnhaus in Kiew ist zu seiner Erinnerung eine Gedenktafel angebracht.